# Thuidium fulvastrum
Thuidium fulvastrum là một loài rêu trong họ Thuidiaceae. Loài này được (Mitt.) A. Jaeger mô tả khoa học đầu tiên năm 1878.